# 이이지마 사키
이이지마 사키(1992년 2월 21일~)는 일본의 여자 농구 선수로 포지션은 가드이다. 현재 한국여자프로농구의 부천 하나은행에서 활동하고 있다.